# Hôpital et cimetière militaires du choléra de Miskolc
 (signalé en mai 2025).
Si vous disposez d'ouvrages ou d'articles de référence ou si vous connaissez des sites web de qualité traitant du thème abordé ici, merci de compléter l'article en donnant les références utiles à sa vérifiabilité et en les liant à la section « Notes et références ».
- Archive Wikiwix
- Bing
- Cairn
- DuckDuckGo
- E. Universalis
- Gallica
- Google
- G. Books
- G. News
- G. Scholar
- Persée
- Qwant
- (zh) Baidu
- (ru) Yandex
- (wd) trouver des œuvres sur Wikidata

L'hôpital et le cimetière militaires du choléra de Miskolc (hongrois : Kolerakórház és koleratemető) sont un hôpital militaire et un cimetière du choléra situés à Miskolc, en Hongrie.

## Histoire
Ils furent créés après le début de la Première Guerre mondiale, et étaient officiellement appelés "poste d'observation militaire". L'hôpital était utilisé pour soigner les soldats qui avaient été blessés ou avaient contracté des maladies infectieuses pendant les combats. L'installation a été construite dans la partie orientale de Miskolc et a fonctionné entre 1914 et 1918. La ville-hôpital s'étendait sur une superficie assez importante et se composait au printemps 1916, de 78 grands bâtiments, huit bâtiments plus petits et sept annexes (tour d'incendie, incinérateur, radiographie, laboratoires, centre électrique, chapelle catholique réformée), et une capacité maximale de 5 800-5 850 soldats blessés et malades. Le territoire de l'établissement s'est étendu sur une vaste superficie de plus de 21 000 hectares. L'hôpital comptait environ 50 médecins et 100 à 200 infirmières, ainsi qu'une unité militaire de plus de 400 hommes.
Le cimetière de l'hôpital du choléra a été établi plus loin de l'hôpital, de l'autre côté de la rivière Sajó, où 962 soldats ont été enterrés.
L'État dépensa 1 631 067 couronnes pour la construction de la ville-hôpital, Miskolc fournissant le terrain et les services publics. Après les frontières du traité de Trianon, les casernes furent principalement occupées par des familles qui avaient fui la Haute-Hongrie, mais aussi par des familles de travailleurs et des chômeurs qui avaient été marginalisés. Aujourd'hui, la zone abrite diverses entreprises (par exemple, la société municipale de transport de Miskolc (hu) dans la partie nord, la filature de Miskolc dans la partie est, etc.) Après la fermeture de l'hôpital, les baraquements de la zone ont continué à fonctionner comme un bidonville, et le cimetière était complètement abandonné et ses bâtiments étaient délabrés. En 2019, la ville de Miskolc a fait restaurer et rénover le cimetière du choléra.

## Les cimetières
Le site du cimetière de l'hôpital a été délimité à l'est de l'hôpital, au nord de la route József Attila, de l'autre côté de la Sajó, le long de l'actuelle rue Sajó qui mène au lac Csorba. Les soldats morts de maladies infectieuses étaient enterrés dans le cimetière - d'où le nom familier de "cimetière du choléra" - tandis que ceux qui n'étaient pas contagieux étaient enterrés dans la section située à côté du Temple en planches (cimetière des héros).

## Galerie

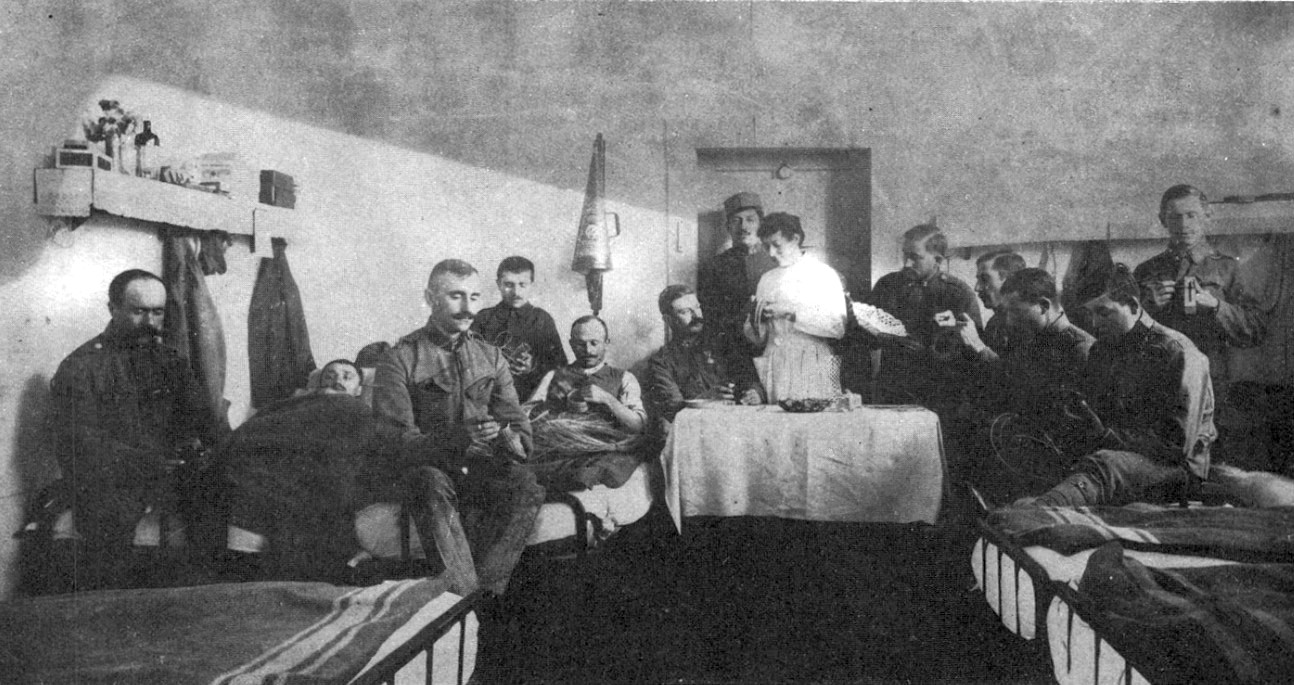
1915
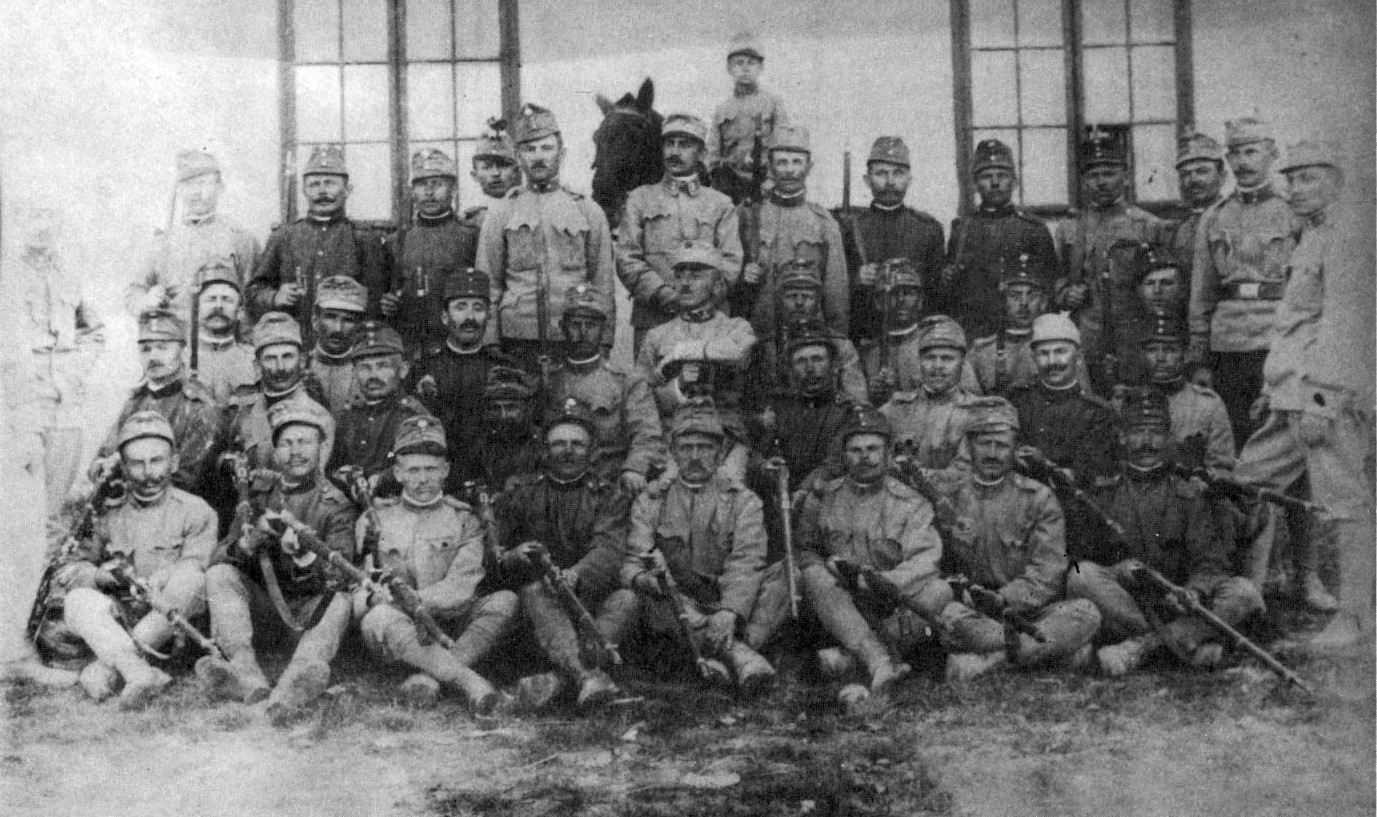
La garde de l'hôpital, 1915
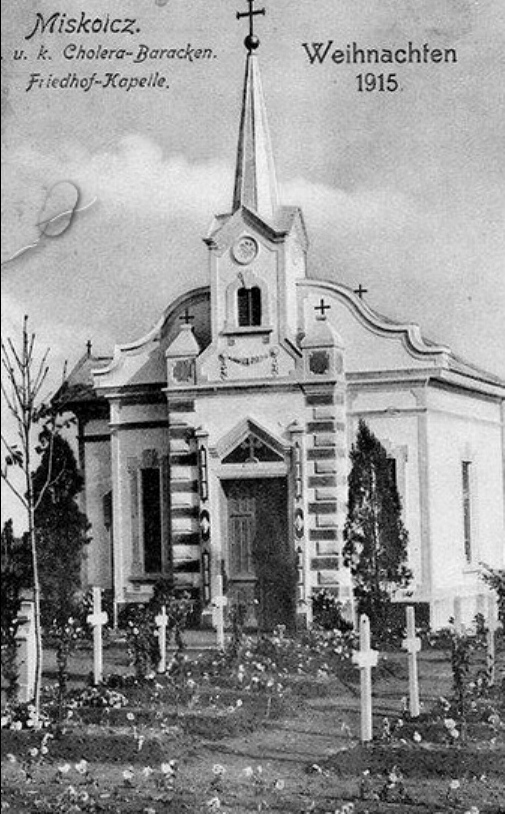
La chapelle et des tombes sur une carte postale de 1915

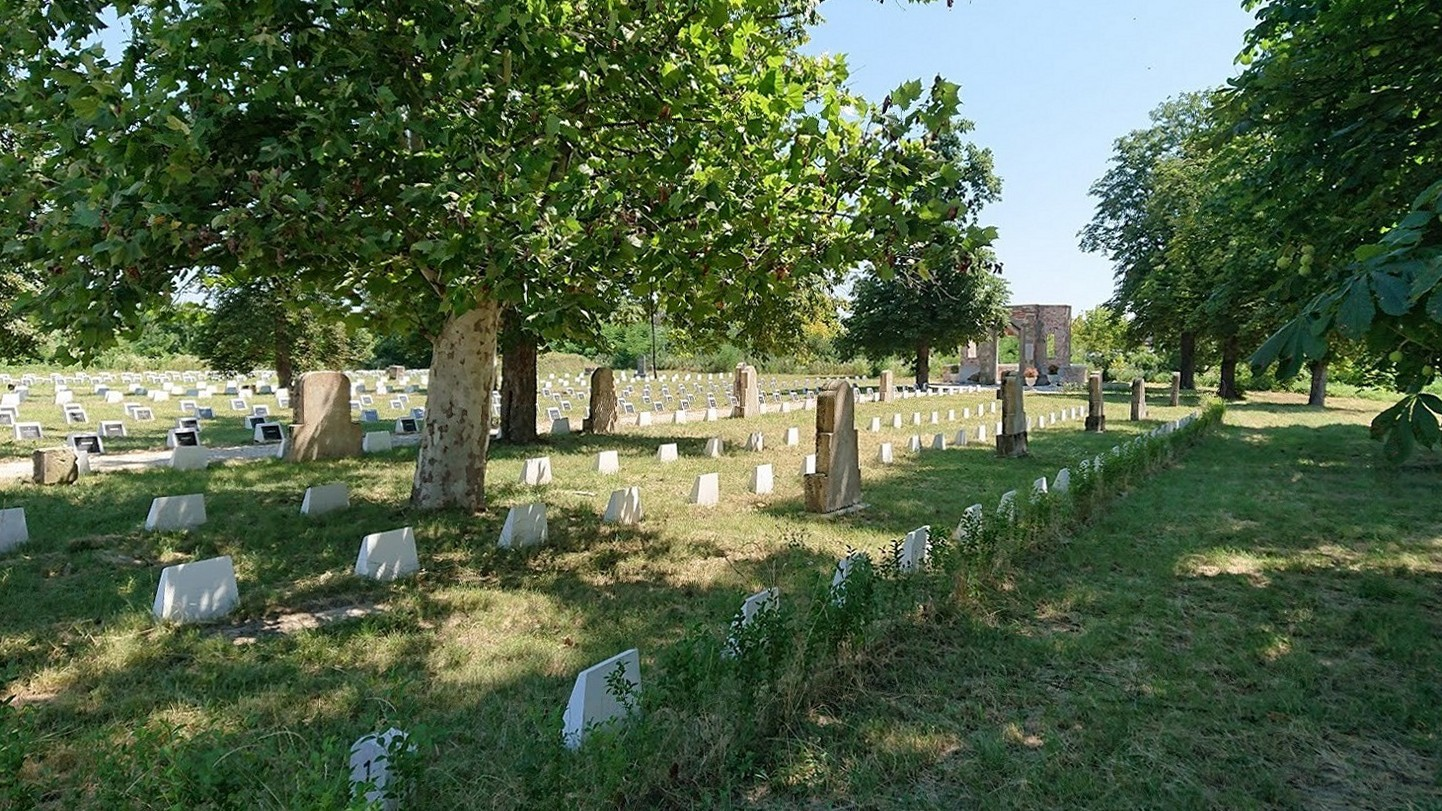
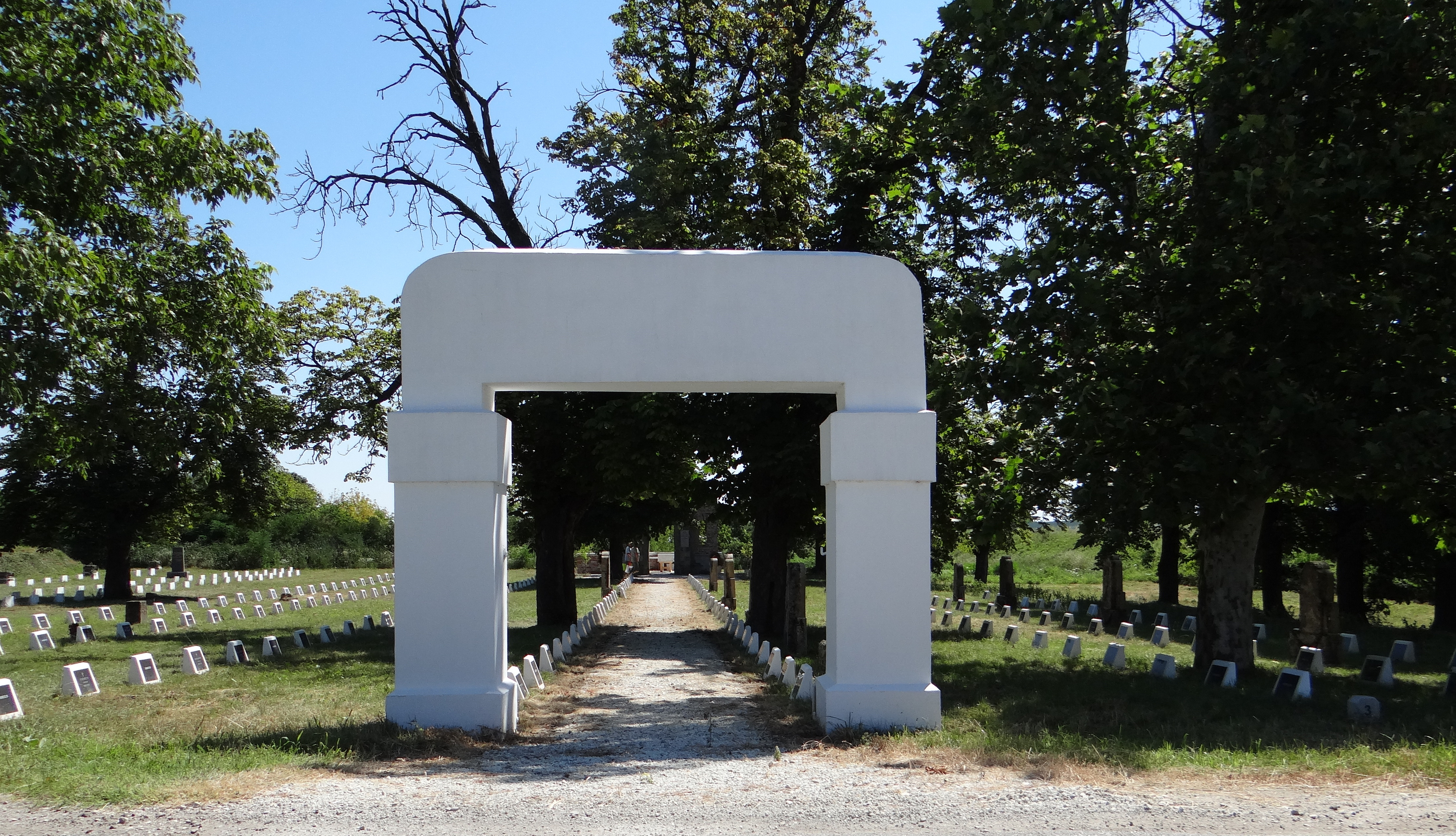
Une des portes du cimetière
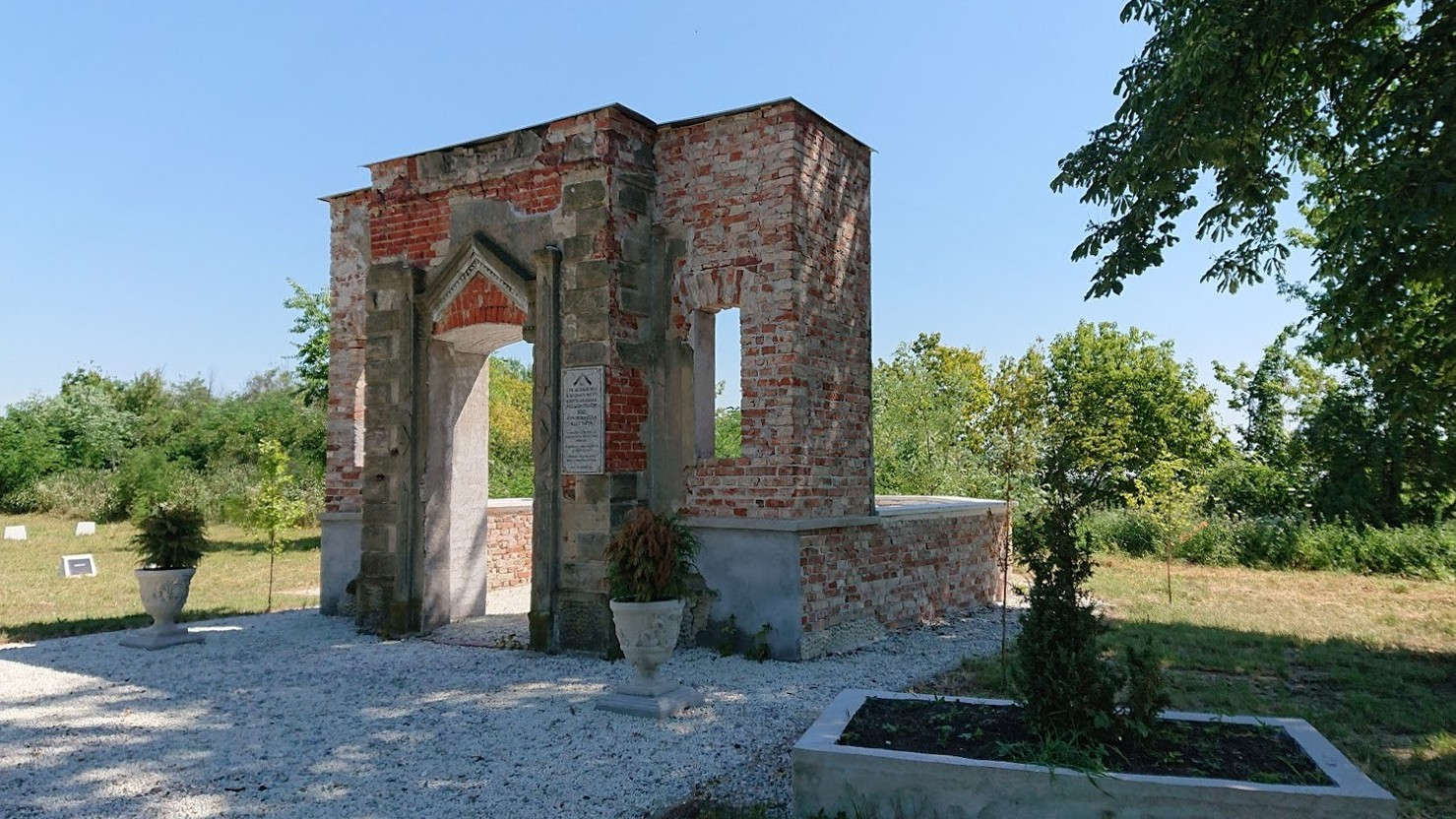
Restes de la chapelle
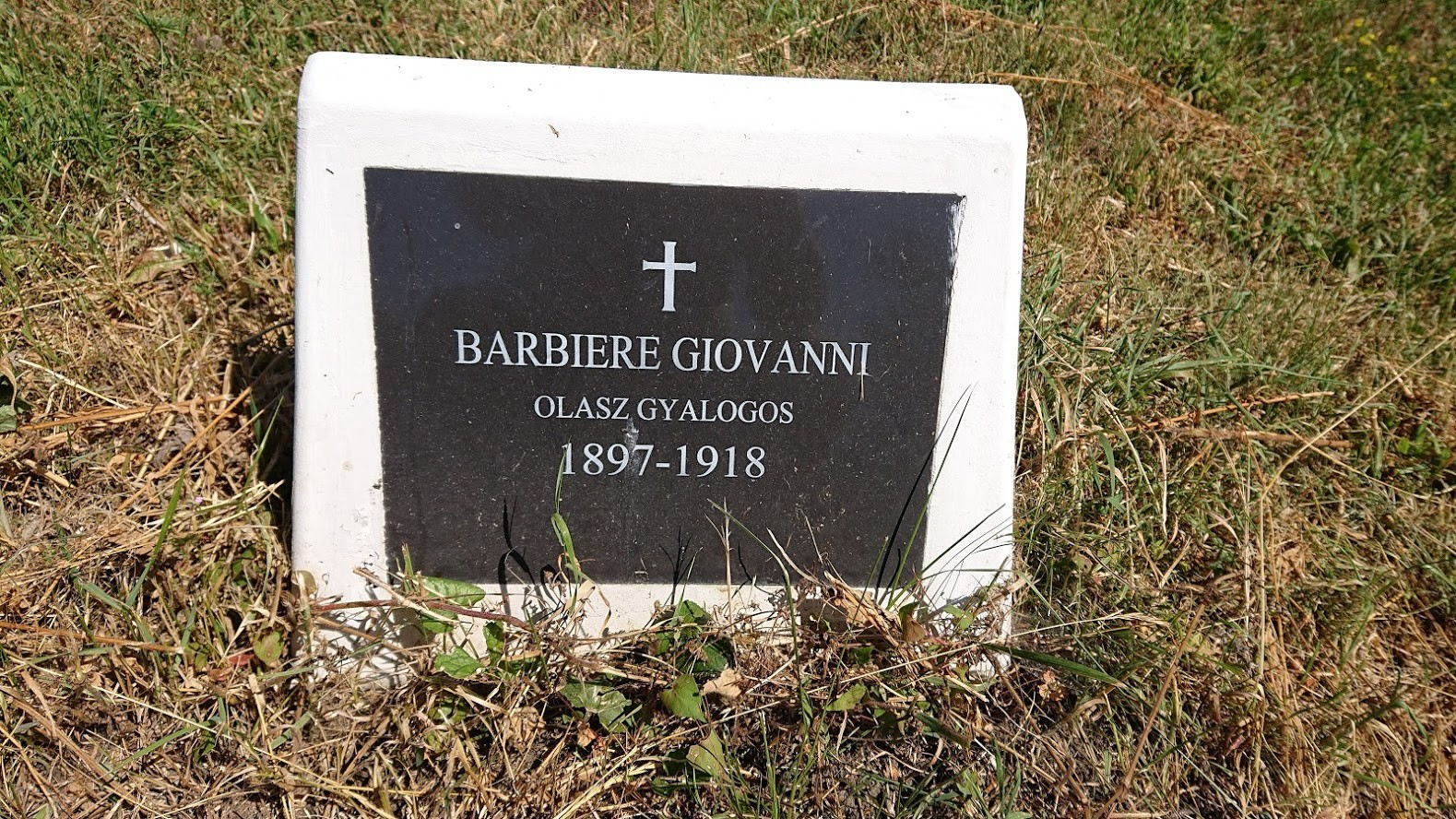
Tombe d'un soldat